# Camille Alphonse Faure
Camille Alphonse Faure (Vizille, 21 mei 1840 – Parijs, 14 september 1898) was een Frans scheikundige die het ontwerp van de loodaccu van Gaston Planté aanzienlijk verbeterde. Faure's verbeteringen zorgen ervoor dat de capaciteit van de loodaccu toenam en op industriële schaal geproduceerd kon worden.

## Biografie
Camille kreeg zijn opleiding in Aix aan de École des Arts et Métiers. Zijn eerste baan was als technisch tekenaar in Toulon en Parijs. In 1962 bezocht hij in Londen de International Exhibition, waarbij hij na terugkeer in Parijs een verhandeling schreef over de nieuwste machines die hij er had gezien. Na een cursus Engels keerde hij in 1866 terug naar Londen waar hij werkzaam was voor Debergue & Company, fabrikant van machinegereedschappen.
Van 1874 tot rond 1880 werkte hij als scheikundige bij de nieuwe fabriek van "Colten Powder Company" in het Britse Uplees. Hier nam hij samen met de fabrieksdirecteur George Trench patenten op Tonite (een nieuw krachtig explosief) (1874) en een verbeterde dynamietontsteking (1878).
In 1880 patenteerde Faure een methode om loodplaten te voorzien van groeven met daarin een pasta van loodoxide, zwavelzuur en water, die hij uithardde door deze langzaam te verwarmen in een vochtige omgeving. Dit uithardingproces zorgde ervoor dat het loodoxide omgezet werd in lood(II)sulfaat, vastgehecht aan de loodplaten. Tijdens het opladen werd de uitgeharde pasta omgezet in elektrochemisch actief materiaal (de "actieve massa"), waardoor de capaciteit in vergelijking met Plantés batterij enorm werd vergroot. Dit was een belangrijke doorbraak die geleid heeft tot de industriële vervaardiging van loodzuurbatterijen die nog steeds gebruikt worden voor het starten van auto's.
Tegen het eind van zijn leven kreeg Faure meer patenten toegewezen, waaronder een voor de fabricage van aluminiumlegeringen en voor de verbeteringen in motorverwarming en stuurinrichtingen voor auto's.